# Плеханов, Геннадий Фёдорович
Геннадий Фёдорович Плеханов (8 ноября 1926, Минусинск, Красноярский край, СССР — 4 июля 2019, Томск, Россия) — советский учёный, биолог и педагог, старший научный сотрудник (1971), доктор биологических наук (1989), профессор (1991). Заслуженный деятель науки Российской Федерации (1997).

## Биография
Родился 8 ноября 1926 года в городе Минусинск Сибирского края семье сельских учителей.
С октября 1943 года после окончания Назаровской средней школы, в возрасте семнадцати лет, был призван в ряды Рабоче-Крестьянской Красной армии и направлен в действующую армию на фронт.  Участник Великой Отечественной войны в составе 34-й стрелковой дивизии 15-й армии — младший сержант, химический инструктор Отдельного учебного батальона. Воевал на Дальневосточном фронте, с 1945 года участник Советско-японской войны в должности связного штаба батальона. За участие в войне и проявленном при этом мужестве и отвагу был награждён Медалью «За боевые заслуги». С 1946 по 1950 годы после окончания окружных курсов радистов служил в должности радиомастера роты связи и  артиллерийского дивизиона 6-го отдельного пулемётно-артиллерийского полка, в период службы получил среднее образование.
С 1950 по 1956 года обучался  на лечебном факультете Томского медицинского института, по окончании которого с отличием получил специализацию врача.  С 1953 по 1956 годы одновременно обучался на заочном отделении радиотехнического факультета Томского политехнического института и с 1963 по 1965 годы обучался на радиотехническом факультете Томский институт радиоэлектроники и электронной техники по окончании которого получил специализацию радиоинженера.
С 1956 года начал работать в Институте цитологии и генетики СО АН СССР: с 1956 по 1961 годы работал — врачом-инженером бетатронной лаборатории.  С 1961 по 1963 годы — ассистент кафедры физики, с 1963 по 1965 годы — младший научный сотрудник и руководитель физиологической группы Томского медицинского института. С 1965 года начал работать в Томском государственном университете: с 1965 по 1967 годы — старший инженер проблемной лаборатории счетно-решающих устройств, с 1967 по 1979 годы — заведующий лабораторией бионики Сибирского физико-технического института. С 1979 по  1995 годы в течение шестнадцати лет — директор Научно-исследовательского института биологии и биофизики. Одновременно с 1990 по 1996 годы — профессор, с 1996 по 2000 годы — заведующий кафедрой охраны природы геолого-географического факультета Томского государственного университета, с 2000 года являлся профессором этой кафедры.
В 1967 году защитил диссертацию на соискание учёной степени кандидата биологических наук на тему: «Восприятие человеком неощущаемых сигналов», в 1989 году  — доктор биологических наук на тему: «Изучение закономерностей биологического действия электромагнитных полей». В 1971 году присвоено учёное звание — старший научный сотрудник, в 1991 году присвоено учёное звание — профессор.
Помимо основной деятельности занимался и общественной работой: участник многочисленных Всесоюзных и Республиканских конференций по  ориентации насекомых и парапсихологии, в 1976 году был организатором Всесоюзной школы-семинара по электромагнитной биологии. Был действительным членом (академиком)   Международной академии энергоинформационных наук и Российской академии естественных наук. С 1968 по 1969 годы избирался членом партийного комитета ТГУ и с 1970 по 1971 годы — секретарём партийного бюро СФТИ. С 1989 по 1990 годы — член Высшего экологического совета РСФСР. Г. Ф. Плеханов был автором более сто тридцати работ, в том числе пяти монографий, под его руководством было подготовлено около четырнадцати кандидатов и докторов наук.
Скончался 4 июля 2019 года в Томске.

## Награды
Основной источник:
- Орден Отечественной войны II степени (6.04.1985[3])
- Медаль «За боевые заслуги» (1.09.1945[1])
- Медаль «За трудовую доблесть» (1981)
- Медаль «За победу над Японией» (1945)

## Звания
- Заслуженный деятель науки Российской Федерации (1997)
- Почётный работник высшего профессионального образования Российской Федерации (1996)